# Saleilles
Saleilles en francés y oficialmente, Salelles en catalán, es una localidad y comuna francesa, situada en el departamento de Pirineos Orientales, región de Languedoc-Rosellón y comarca histórica del Rosellón. 
Sus habitantes reciben el gentilicio de saleillencs en francés o salellès, salellesa en catalán.

## Demografía
| 469 | 503 | 1 280 | 2 310 | 3 293 | 3 879 |
| Para los censos de 1962 a 1999 la población legal corresponde a la población sin duplicidades (Fuente: INSEE [Consultar]) |     |       |       |       |       |